# إخلاء الطوارئ

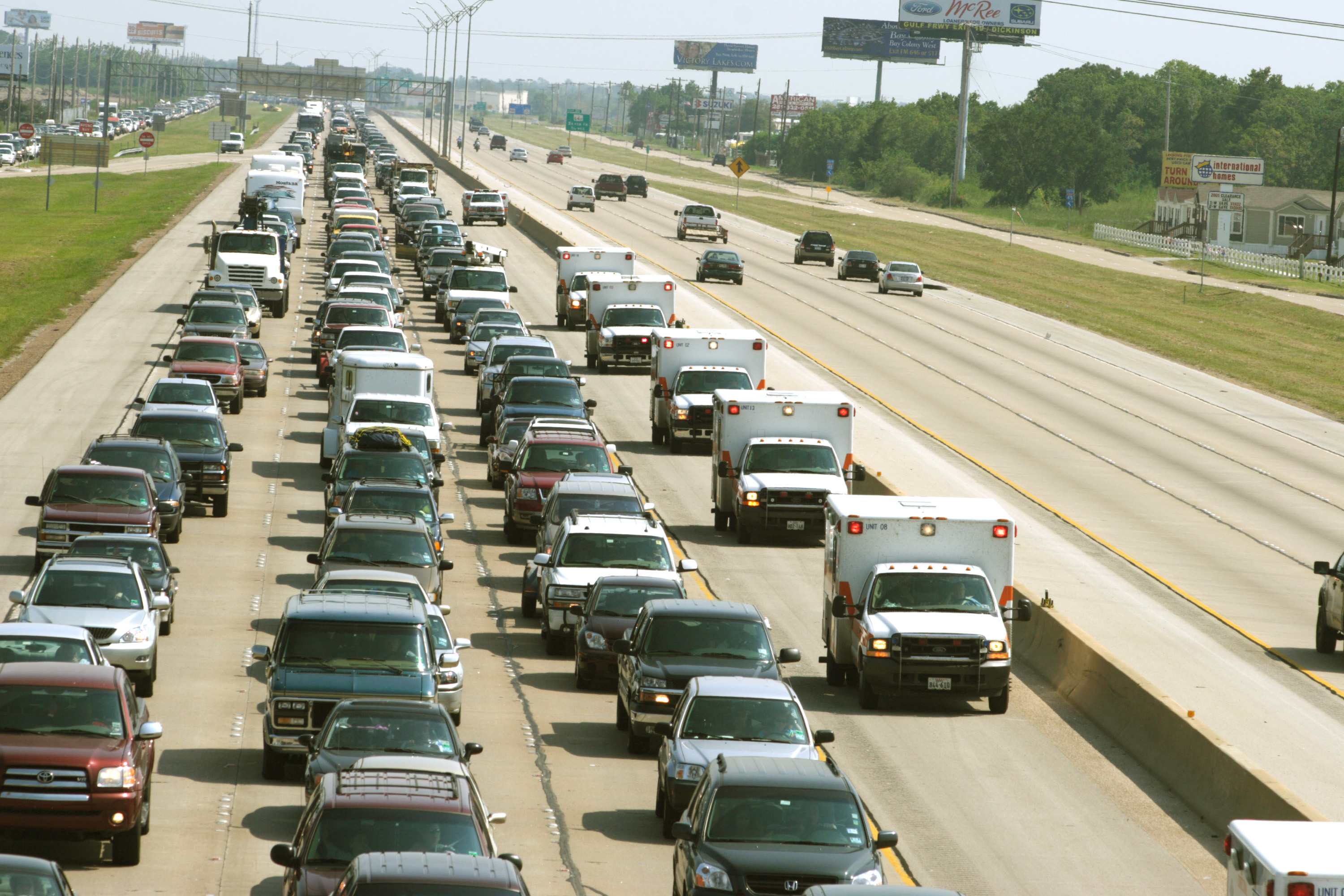
لاجؤون يغادرون غالفستون، بإتجاه هيوستن، خلال إعصار ريتا في 2005.

إخلاء الطوارئ هي تحرك طارئ وعاجل للناس من تهديد أو حدث جاري لخطر. الأمثلة تتعددد من مقاييس خطر صغيرة للإخلاء كمبنى يواجه عاصفة أو حريق لمقاييس كبيرة كمنطقة كاملة بسبب فيضان، أو قصف قنابل أو منخفض جوي محتدم. في حالات تتضمن مواد خطرة أو تلوث محتمل، قد يتلوث اللاجؤون بسبب نقلهم من المنطقة الملوثة.

## أسباب الإخلاء

لوحة مرورية للحد الأقصى للسرعة خاصة في الولايات المتحدة لطرق الإخلاء، تطلب من السائقين بأن يحافظوا على السرعة الآمنة القصوى.

قد يتم عمل إجلاء الطوارئ قبل، خلال، أو بعد الكوارث كـ
- الكوارث الطبيعية
  - فيضان بركان
  - اعصار استوائي
  - فيضان
  - زلزال
  - تسونامي
  - حرائق الغابات

أسباب أخرى قد تتضمن
- حوادث مصنعية
  - تسرب كيميائي
  - حادث نووي
- حادث مرور، يتضمن حوادث القطار، أو حوادث الطيران
- حريق
- هجمات عسكرية
  - هجمات قنابل
  - هجمات إرهابية
  - معارك عسكرية
- فشل في البنية
- اندلاع فيروسي